# J.M. DeMatteis
John Marc DeMatteis, più noto come J. M. DeMatteis (New York, 15 dicembre 1953), è un fumettista, scrittore e sceneggiatore statunitense.

## Biografia
Nato da famiglia italiana originaria di Belvedere di Spinello (KR), J.M. DeMatteis ha dichiarato che da ragazzo sognava di diventare un musicista e un fumettista.
Ha iniziato a suonare in alcune band come chitarrista, è stato cantante e ha scritto testi di canzoni. È stato anche critico musicale per varie testate tra le quali la prestigiosa Rolling Stone.
Ha cominciato a scrivere per la DC Comics all'inizio degli anni '70.
L'autore è divenuto famoso per i suoi cicli di storie per la Marvel Comics con personaggi come Capitan America, l'Uomo Ragno, Man-Thing, X-Factor, Devil e i Difensori, mentre per la DC Comics ha firmato un celebre ciclo di storie della Justice League che sono ricche di humor. È stato l'autore delle celebri storie dell'Uomo Ragno L'ultima caccia di Kraven, con disegni di Mike Zeck, e Il bambino dentro, con disegni di Sal Buscema. Nel 2004 ha vinto il "Best Humor Publication" Eisner Award per le sue storie comiche della Justice League con Keith Giffen, Kevin Maguire e Josef Rubinstein. Successivamente, dopo aver già scritto Blood: A Tale, Moonshadow, Doctor Strange: Into Shamballa, è tornato al mondo del romanzo grafico con Brooklyn Dreams - Sogni a Brooklyn in collaborazione con Glenn Barr e Seekers into The Mystery. Negli anni Duemila, invece, ha creato Hero Squared, Planetary Brigade, Abadazad e Stardust Kid.
Ha all'attivo alcuni romanzi per ragazzi e anche episodi di serie televisive come Ai confini della realtà, Justice League Unlimited, Legion of Super-Heroes e Ben 10.